# Щириця лободова
Щириця лободовидна, щириця лободова (Amaranthus blitoides S.Watson) — вид рослин з роду щириця (Amaranthus) родини амарантових (Amaranthaceae).

## Загальна біоморфологічна характеристика

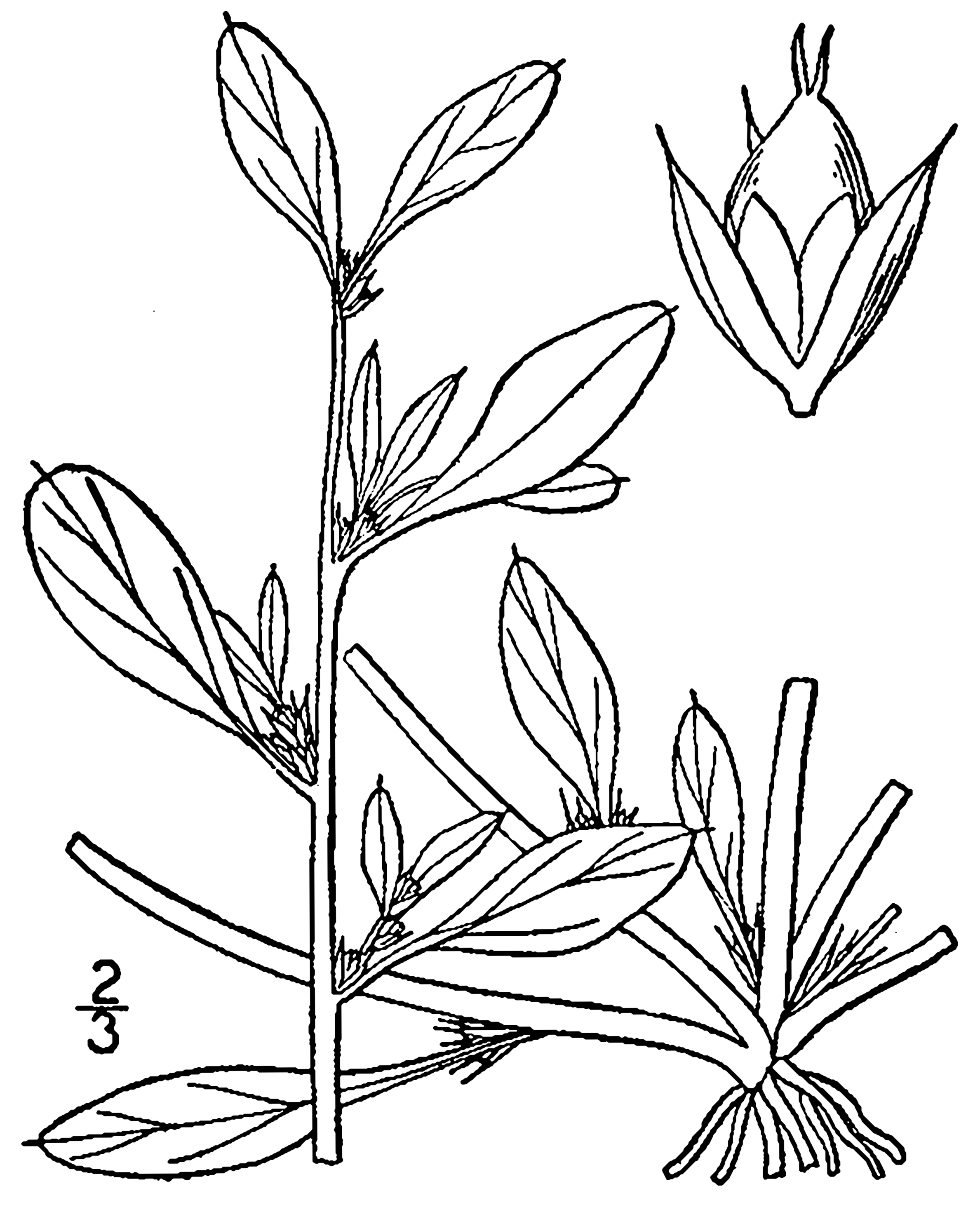
Ілюстрація щириці лободовидної у виданні Britton, N. L., and A. Brown. 1913. «An illustrated flora of the northern United States, Canada and the British Possessions». 3 vols. Charles Scribner's Sons, New York. Vol. 2: 3.

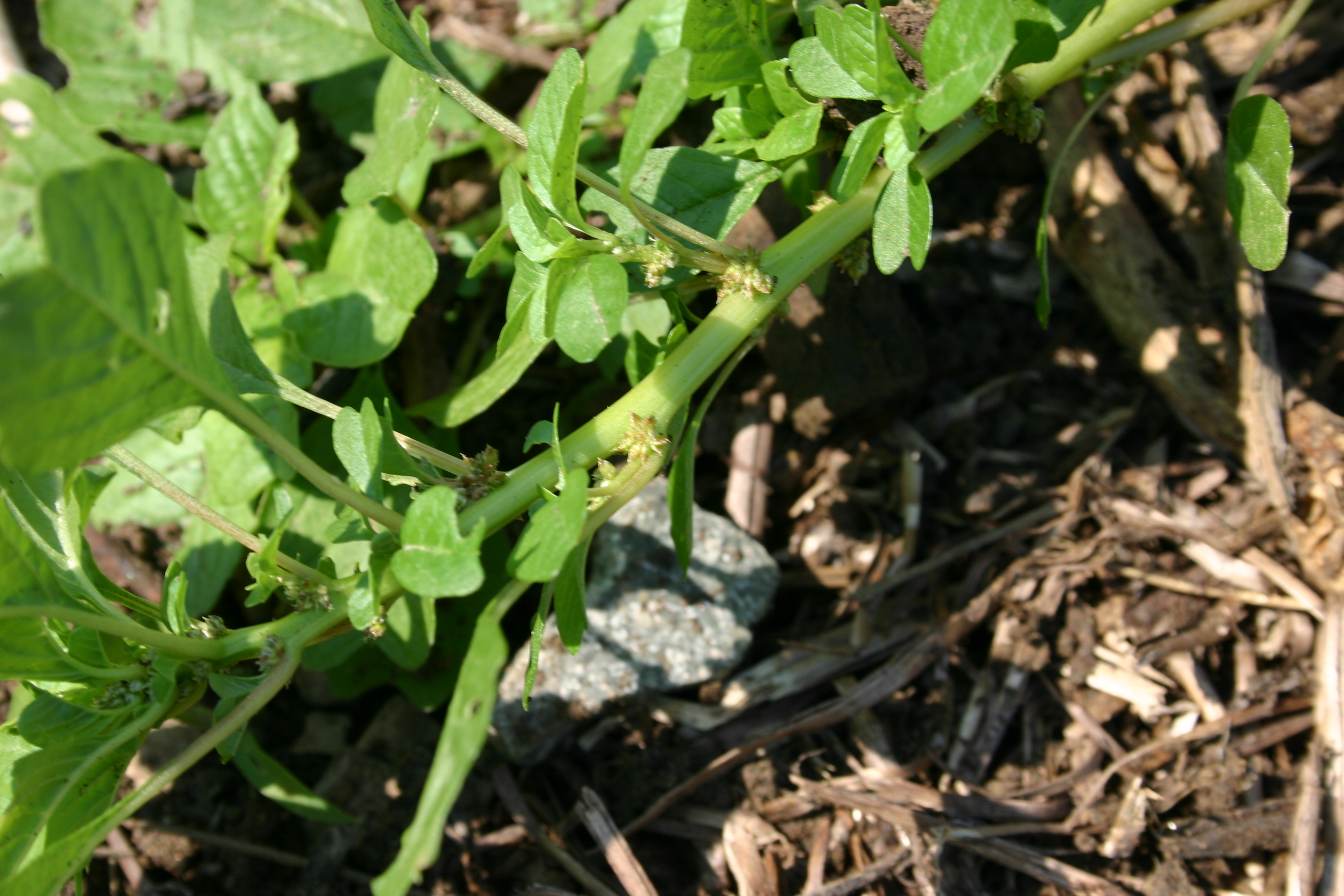
Квітки щириці лободовидної

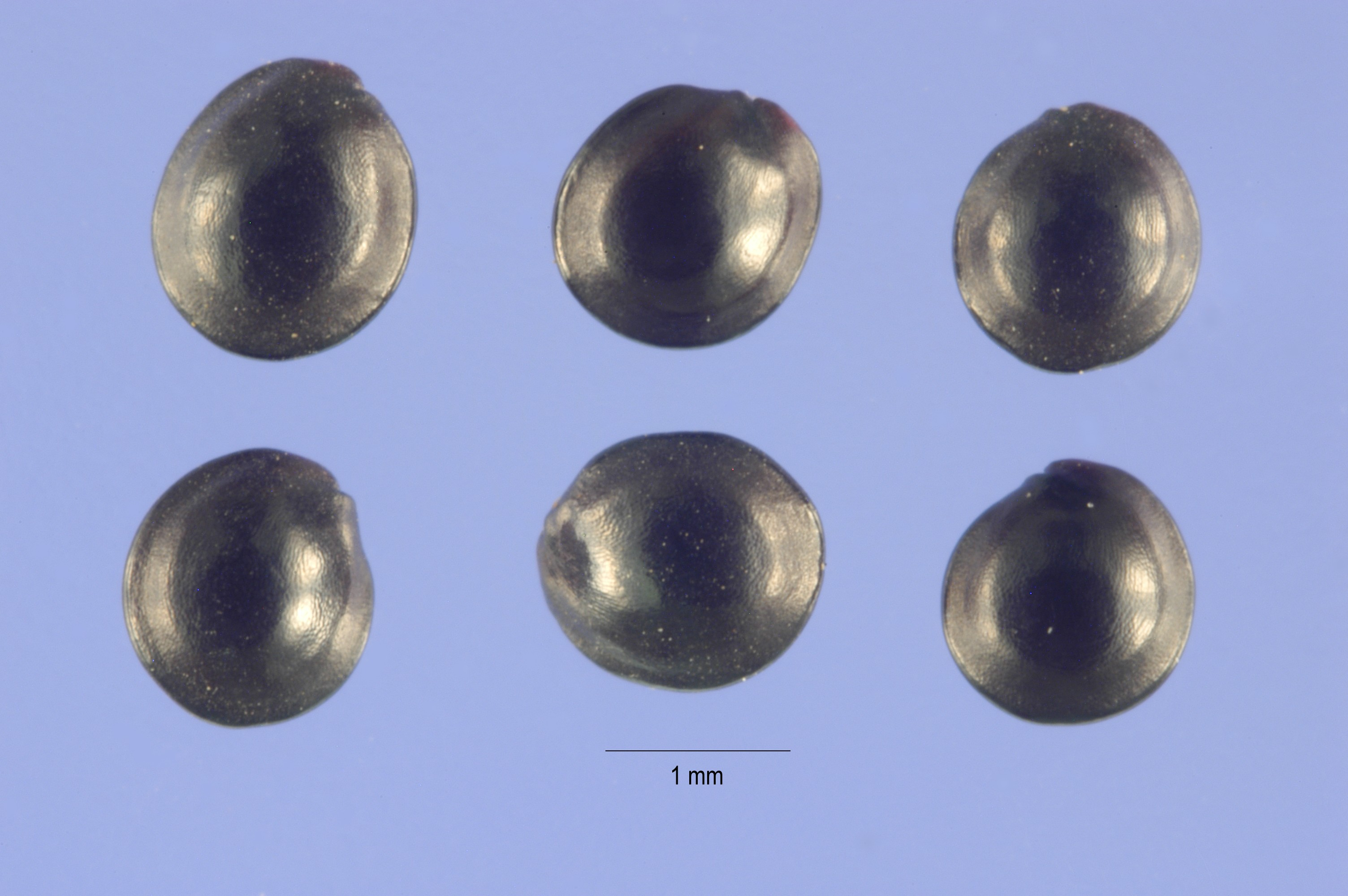
Насіння щириці лободовидної у збільшеному вигляді

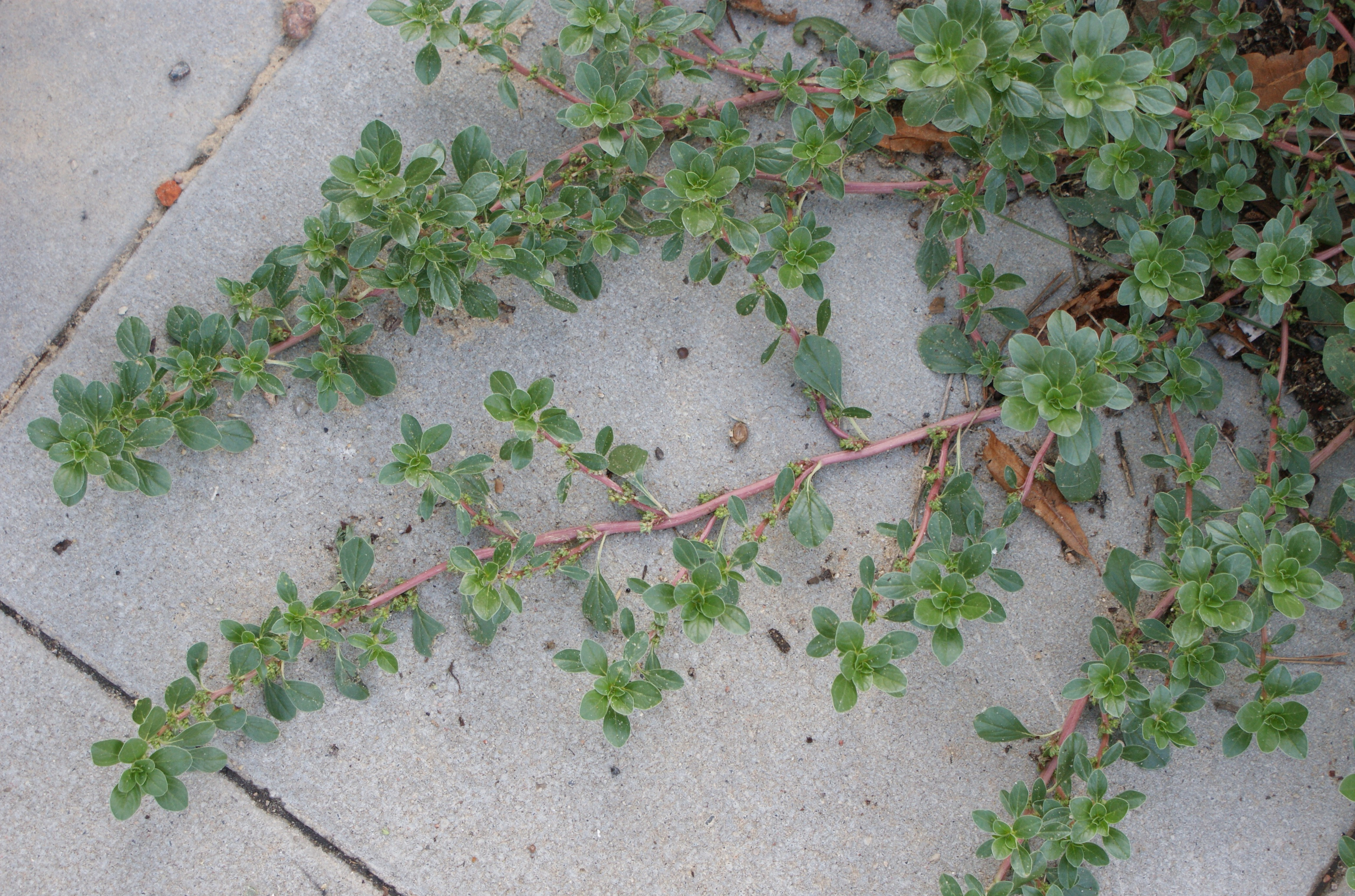
Щириця лободовидна

Пізній ярий однорічник. Стебло здебільшого лежаче, від основи гіллясте, білувате, голе або коротко волосисте вгорі, досить густо облистяне, 15–50 см заввишки. Листя оберненояйцеподібне або лопатчате, до довгасто (обернено) ланцетоподібного; на верхівці здебільшого з тонким шипиком, до 1 мм завдовжки, до основи поступово звужене в черешок, по краю світло облямоване. Квітки зібрані в пазухи клубочками; приквітки ланцетні, коротші за оцвітину. Оцвітина чотиричленна (іноді на одній і тій самій рослині зустрічаються і квіти з оцвітиною з 5 листочків); у пильникових квіток листочки оцвітини яйцювато-ланцетні, коротко загострені, біля пестичних — довгасто-ланцетні, неоднакові за довжиною, біля основи з хрящуватим потовщенням. Плід — коробочка округло еліптична, коротша за найдовший листочок оцвітини (який має 2-2,5 мм завдовжки), що відкривається поперек здебільшого червонуватою кришечкою; насіння 1,3-1,5 мм завбільшки, округло-яйцювате, чорне, не сильно блискуче. Маса тисячі насінин 0,5-0,6 г. Максимальна плодючість однієї рослини до 700 тис. насінин. Насіння сходять з глибини не більше 8 см, зберігає схожість у ґрунті до 40 років. Сходи з'являються при мінімальній температурі 7-8 °С, оптимальній — 30-36 °С.

## Поширення
Майже космополітичний вид. Активно розповсюджується всіма континентами.

### Природний ареал
- Північна Америка
  - Субарктична Америка: США — Аляска
  - Східна Канада: Нью-Брансвік, Ньюфаундленд, Нова Шотландія, Онтаріо, Острів Принца Едуарда, Квебек
  - Західна Канада: Альберта, Британська Колумбія, Манітоба, Саскачеван
  - Північний Схід США: Коннектикут, Індіана, Массачусетс, Мен, Мічиган, Нью-Гемпшир, Нью-Джерсі, Нью-Йорк, Огайо, Пенсільванія, Род-Айленд, Вермонт, Західна Вірджинія
  - Північний Центр США: Іллінойс, Айова, Канзас, Міннесота, Міссурі, Небраска, Північна Дакота, Оклахома, Південна Дакота, Вісконсин
  - Північний Захід США: Колорадо, Айдахо, Монтана, Орегон, Вашингтон, Вайомінг
  - Південь США: Алабама, Арканзас, Делавер, Округ Колумбія, Флорида, Джорджія, Кентуккі, Луїзіана, Меріленд, Міссісіпі, Північна Кароліна, Південна Кароліна, Теннессі, Вірджинія
  - Півнденний Центр США: Нью-Мексико, Техас
  - Південний Захід США: Аризона, Каліфорнія, Невада, Юта

### Інтродукція
Широко інтродукована в інших регіонах світу.
В Україні росте на полях, городах, при дорогах, вздовж залізничних колій, майже повсюдно, але більше в південних областях.

## Екологія
Ксеромезофіт, не виносить затоплення. Найбільш рясний в степовій зоні, дуже рідкісний в тайговій зоні. Росте в долинах річок, на низовинах і в нижньогірському поясі, рідко в середньогірському.

## Господарське значення
Засмічує посіви, особливо просапні, рідше інші культури, рудерально. У посівах рису ніколи не зустрічається. В зернових та інших культурах суцільної сівби — рідкісна рослина. Бур'ян, стійкий в просапних і городніх культурах, особливо зрошуваних.
Захисні заходи: пожнивне лущення, міжрядна обробка, хімічна прополка.
Особливістю насіння щириці є здатність проростати пізно весною або влітку після міжрядних обробітків.

### Лікарське значення
Рослина містить сапоніни, алкалоїди, дубильні речовини. Листя використовуються зовнішньо при пухлинах.